# LGBT práva ve Spojeném království

Spojené království v duhových barvách

Neoficiální vlajka Spojeného království v růžové barvě

Práva leseb, gayů, bisexuálů a transsexuálů (LGBT) zažívají ve Spojeném království Velké Británie a Severního Irska v posledních časech[kdy?] ohromnou změnu napříč legislativou všech zemí Spojeného království.
Před a i po vzniku Království Velké Británie bylo homosexuální chování považováno za hříšné podle zákona proti sodomii z r. 1533, který ji trestal smrtí. K první emancipaci LGBT osob na tomto území došlo v rámci dekriminalizace stejnopohlavní sexuální aktivity v rámci celého území v letech 1967–1982.
Počátkem 21. století se LGBT právům dostává ohromné podpory. Určité antidiskriminační zákony zde platí už od roku 1999, ale k jejich rozšíření došlo až v rámci nového zákona o rovném zacházení z roku 2010. V roce 2000 Britské ozbrojené síly vydaly oficiální zákaz znemožňování LGBT občanům působit v jejich řadách. Legální věk způsobilosti k pohlavnímu styku je pro obě orientace sjednocen od roku 2001. Transsexuálům je umožněno podstupovat změnu pohlaví od roku 2005 a téhož roku vešel v platnost zákon o registrovaném partnerství s podobnými ustanoveními jako má manželství, včetně adopce v Anglii a ve Walesu. Skotsko přijalo plná adopční práva pro registrované páry až v roce 2009 a Severní Irsko roku 2013. Od roku 2014 mohou stejnopohlavní páry v Anglii, Walesu a Skotsku uzavírat manželství, zatímco v Severním Irsku stále zůstal přístupný pouze institut registrovaného partnerství.
Dnes[kdy?] mají LGBT Britové zcela stejné možnosti jako heterosexuálové a Spojené království Velké Británie a Severního Irska je celosvětově považováno za nejliberálnější zemi, co se týče přístupu k LGBT komunitě. Podle výzkumu ILGA-Europe z roku 2014 země zastává vysokou pozici s 82 % úspěšností v úctě k lidským právům a rovnosti.
Podle šetření Integrated Household Survey se pouze 1,5 % lidí v zemi identifikuje jako LGBT, což je výrazně méně než v předchozím průzkumu – 5–7 %. Interpretace statistiky ve Statistickém úřadě tvrdí, že některé osoby se sice homosexuálně chovají, ale neidentifikují se jako homosexuální. LGBT organizace a komunita jsou rozprostřeny po celém území, zejména v Birminghamu, Blackpoolu, Brightonu, Leedsu, Liverpoolu, Londýně, Manchesteru a Newcastlu, kde se také konají každoroční festivaly gay pride.

## Stejnopohlavní sexuální aktivita

### Homosexualita jako zločin
Léta před vznikem moderního Spojeného království v roce 1707 považovalo anglické právo anální sex a zoofilii za hrdelní trestný čin sodomie podle zákona proti sodomii z roku 1533 kodifikovaného králem Jindřichem VIII. Tento zákon lze také chápat jako první zdejší oficiální zákonné opatření proti sodomii. Soudnictví v této oblasti bylo odkázáno do věcí církevních. Po nástupu Marie I. na trůn byl zákon zrušen a později v roce 1563 znovu přijat královnou Alžběty I. Posledními popravenými za sodomii byli James Pratt a John Smith v roce 1853.
Ačkoliv sekce 61 o zločinech proti lidské přirozenosti z roku 1861 zrušila trest smrti za homosexualitu, zůstal mužský homosexuální pohlavní styk i nadále ilegálním a trestal se vězením. Po změně trestních zákonů a instalací sekce 11 v roce 1885 se zákony proti homosexualitě zpřísnily a začaly chápat jako projev homosexuality jakoukoli sexuální aktivitu mezi muži. Na základě tohoto zákona byl také obviněn a odsouzen ke 2 letům nucených prací Oscar Wilde. Případy aplikace této legislativy na lesby nejsou známy.
Ve Skotsku neexistovaly v letech 1424–1707 žádné přímé zákony proti pohlavnímu styku mezi muži, nicméně homosexuální jednání trestné bylo. Jedním z takových případů je Gavin Bell.
Na počátku 50. let 20. století byly ze strany policie zákony proti sexu mezi muži aktivně vymáhány. Koncem roku 1954 bylo v Anglii a Walesu odsouzeno až 1 069 mužů v průměrném věku 37 let. Mezi oběti této legislativy patřil mimo jiné také vědec, matematik a zakladatel moderní informatiky Alan Turing, známý tím, že dokázal během 2. světové války rozluštit kód enigmy. Toho shledaly britské soudy vinným ze sexuálního deliktu (gross indeneceny) v roce 1952. Turing přistoupil na variantu aplikace ženských hormonů a následné chemické kastrace, aby se vyhnul vězení. V roce 1954 spáchal sebevraždu. Po převzetí petice a po tlaku veřejnosti se mu v roce 2009 dostalo na půdě britské vlády omluvy ze strany tehdejšího ministerského předsedy Gordona Browna. Soudní řízení a následné uvěznění britského konzervativního politika a aristokrata Edwarda Douglase-Scotta Montagu, Michaela Pitta-Riverse a Petera Wildeblooda pro trestný čin homosexuálního smilstva vyvolaly poprask a vedly k ustanovení zvláštní komise pro záležitosti homosexuálních deliktů. Jejími zakladateli byli Sir David Maxwell Fyfe a Sir Hugh Lucas-Tooth.

### Wolfenden
Komise Wolfenden, založená 24. srpna 1954, pro účely posouzení záležitosti „homosexuálních deliktů“ z hlediska anglosaského práva vydala 3. září 1957 Komisionální odbornou zprávu o záležitostech homosexuálních deliktů a prostituce (zkráceně Wolfendovu zprávu). Ta doporučovala beztrestnost konsenzuálního homosexuálního jednání mezi dospělými jedinci. Odvolávala se na fakt, že neexistuje žádný oprávněný důvod, proč homosexualitu považovat za poruchu, když se v mnoha případech jedná o pouhý symptom, a když je jinak slučitelná s plným duševním zdravím a s bezproblémovým fungováním ve společnosti.
V říjnu 1957 získala Wolfendenova zpráva podporu i ze strany canteburského arcibiskupa Geoffreye Fishera. „Obecně vzato existuje určitá posvátná intimní hranice, jíž by právo a zákony neměly z principu krajní důležitosti ochrany lidské svobody, respektu k autonomii jednotlivce a jeho svobody nést zodpovědnost za své jednání narušovat,“ prohlásil arcibiskup Fisher. První parlamentní debatu na toto téma inicioval 4. prosince 1957 lord Frank Pakenham. Ze všech 17 diskutujících členů jen 8 jednoznačně podpořilo doporučení Wolfendenské zprávy. Hrabě Maxwell Fyfe, později známý jako lord Kilmuir, vykonávající funkci lorda kancléře, ve svém projevu směrem k vládě pochyboval o vhodnosti veřejné podpory implementace takového doporučení s tím, že by se mělo ještě v budoucnu přehodnotit. Společenská kampaň za reformu homosexuálních zákonů byla zahájena 12. května 1958 a opírala se zejména o stanoviska Wolfendovy komise.

### Dekriminalizace homosexuality
V roce 1965 předložil konzervativní člen Sněmovny lordů Arthur Gore návrh zákona dekriminalizující mužské homosexuální akty (ženské nebyly nikdy trestné). Stejný krok podnikl o rok později Humphry Berkeley v Dolní sněmovně, což by mohlo také vysvětlovat[zdroj⁠?!] jeho pád v nadcházejících volbách. I tak se ale o nový zákon proti sexuálním deliktům pokusil nově zvolený labourista Leo Abse. Ke svému návrhu tehdy připojil doporučení Wolfendenské komise po téměř desetileté kampani.
Nový zákon proti sexuálním deliktům posléze po intenzivní bouřlivé debatě v Dolní sněmovně prošel a 27. července 1967 získal i královský souhlas. Ustanovení o smilstvu mezi muži a bestialitě i nadále zůstavala, ale nový zákon obsahoval klauzuli u limitované dekriminalizaci homosexuálního styku za určitých podmínek: 1) pohlavní styk musí být konsenzuální, 2) pohlavní styk smí být vykonán pouze v soukromí a 3) pohlavní styk smí být vykonán pouze osobou starší 21 let (heterosexuální styk byl legální už od 16 let). Kromě ustanovení o soukromí byla účast na takové souloži limitována pouze na 2 osoby. Tato podmínka byla ze strany soudů také velmi striktně interpretovaná. Za soukromí se nepovažovaly prostory hotelových pokojů a jiných ubytovacích zařízení. Taktéž přítomnost třetí osoby ve společném obydlí během styku se považovala za porušení podmínky soukromí, a to i když se nacházela v jiné místnosti. Veškerá tato ustanovení byla zrušena v roce 2000 Evropským soudem pro lidská práva.
Zákon z roku 1967 platil pouze pro Anglii a Wales. Organizace jako Kampaň za homosexuální rovnost a Fronta za gay osvobození proto i nadále pokračovaly v úsilí za obdobnou reformu ve Skotsku a Severním Irsku, kde homosexuální chování zůstávalo i nadále ilegální. Stejnopohlavní sexuální aktivita byla ve Skotsku dekriminalizována na základě stejného podnětu jako homosexuální reforma z roku 1967 díky instalaci sekce 80 skotského trestního zákona v roce 1980, která nabyla účinnost k 1. únoru 1981. K obdobné novele zákona došlo po podnětu k Evropskému soudu pro lidská práva – Dudgeon vs. Velká Británie – taktéž v Severním Irsku. Severní Irsko dekriminalizovalo homosexualitu v roce 1982 na základě nového zákona o homosexuálních deliktech, který nabyl účinnosti k 8. prosinci 1982.

### Rovný věk legální způsobilosti k pohlavnímu styku
V roce 1979 vydal Výbor pro domácí politiku zprávu s názvem „Legální věk způsobilosti k pohlavnímu styku ve vztahu k sexuálním zločinům“ doporučující snížení věku způsobilosti pro homosexuální sex z 21 na 18 let. Žádná taková legislativa však přijata nebyla.
V únoru 1994 přezkoumával parlament reformu pasáží trestního zákona o znásilnění a jiných trestných činech v sexuální oblasti při čtení návrhu zákona o justici a veřejném pořádku. Edwina Currieová za Konzervativní stranu předložila návrh novely zákona sjednocujícího věk způsobilosti pro sex mezi osobami stejného pohlaví na 16 let. Návrh byl zamítnut v poměru hlasů 307:280. Mezi podporujícími změnu zákona byli Tony Blair, John Smith (předseda Labouristické strany), Neil Kinnock, Paddy Ashdown a William Hague. Naopak proti byli David Blunkett a Ann Taylorová, baronka z Boltonu. Zamítnutí novely zákona se setkalo s velkou vlnou odporu ze strany homosexuálních aktivistů, které vyústilo v ostrou potyčku s policií během demonstrací skupiny OutRage! před Westminsterským palácem. Jiný návrh předložený Sirem Anthonym Durantem navrhoval snížení věku způsobilosti na 18 let a prošel v poměru hlasů 427:162. Mezi podporovateli byli Michael Howard a John Major, k odpůrcům patřili John Redwood, Michael Heseltine a John Gummer. O novele předložené Simonem Hughesem, která by věk způsobilosti pro homosexuály a heterosexuály sjednotila na 17 let, se vůbec nehlasovalo. Návrh jako takový byl při druhém čtení postoupen Sněmovně lordů v poměru hlasů 290:247. Lord Longfordu Frank Pakenham usiloval ve Sněmovně o návrat k dřívějším 21 letům, ale jeho návrh byl zamítnut v poměru hlasů 176:113. Novela zákona předložená Sněmovně lordem MacIntoshem, která by sjednotila věk způsobilosti na 16 let, byla zamítnuta v poměru hlasů 245:71.
Evropská komise pro lidská práva obvinila ve svém rozhodnutí z 1. července 1997 v kauze Sutherland vs. Velká Británie Spojené království z porušení osmého a čtrnáctého článku Úmluvy o lidských právech a základních svobodách diskriminačních věkem způsobilosti k pohlavnímu styku. V důvodové zprávě píše, že neexistuje jediný objektivní, či jinak oprávněný důvod, proč by měl mužský homosexuální styk podléhat vyššímu věku způsobilosti k pohlavnímu styku. 13. října 1997 slíbila vláda Evropskému soudu pro lidská práva, že v brzké době předloží vlastní návrh novely zákona o snížení věku způsobilosti pro homosexuální styk z 18 na 16 let. 22. června 1998 byl návrh zákona o zločinech a přestupcích postoupen parlamentu. Ann Keenová navrhovala minimální věk 16 let. Dolní sněmovna přijala návrh většinou 207 hlasů, nicméně Sněmovna lordů 168člennou většinou novelu zamítla. Znovu byl nový zákon o sexuálních zločinech projednáván 16. prosince 1998. Rovný věk legální způsobilosti k pohlavnímu styku prošel 25. ledna 1999 ve Sněmovně lordů, ale 14. dubna 1999 jej Sněmovna lordů opět odmítla. Veškeré kampaně proti této novele se opíraly o ochranu dětí. Baronka Janet Youngová, která stála za kampaní proti novele, se k tématu uvedla: „Homosexuální praktiky znamenají velká zdravotní rizika pro mladé lidi.“
Vláda nový návrh zpracovala v roce 1999. S ohledem na to, že již dvakrát úspěšně prošel Dolní sněmovnou, bylo možné na tuto záležitost aplikovat části zvykového práva z let 1911 a 1949, které by zajistily přijetí návrhu, i kdyby napotřetí neprošel Sněmovnou lordů. Lordi však návrh při druhém čtení přijali, zároveň ovšem během přezkumu v komisích dodali pozměňovací návrh o věku způsobilosti k análnímu sexu ve výši 18 let pro obě pohlaví. Protože jej však nestihli do novely implementovat před konečným parlamentním shromážděním 30. listopadu 2000, předseda Dolní sněmovny Michael Martin potvrdil aplikaci procedury vymezené ve zvykovém právu. Návrh dostal o několik hodin později i královský podpis a byl přijat pod názvem „Novela zákona o sexuálních zločinech (2000)“. Zákon sjednotil věk způsobilosti k pohlavnímu styku pro obě orientace i pohlaví na 16 let pro celé území Spojeného království Velké Británie a Severního Irska. Účinným se stal k 8. lednu 2001. Nový zákon rovněž potvrdil rovný věk způsobilosti i pro lesbický styk, ačkoli předchozí legislativa tuto záležitost nikdy přímo neřešila.
Dne 1. května 2004 vešel v účinnost ještě novější zákon o sexuálních zločinech, který zcela zrušil veškerá ustanovení předchozí legislativy tohoto typu, včetně zákona z roku 1967. Začaly se používat neutrální právní termíny. Předchozí klauzule o soukromí byly zrušeny a veškerá ustanovení o sexuálních stycích řešená v tomto zákoně přestala brát veškerý ohled na pohlaví zúčastněných.

### Omilostnění
Dne 31. ledna 2017 se po královském souhlasu stal účinným tzv. Turingův zákon, který oficiálně omilostnil a rehabilitoval všechny homosexuální muže stíhané a souzené podle zákonů proti sodomii. Tento zákon vešel v platnost pouze pro Anglii a Wales, ale Skotsko a Severní Irsko se podobnou legislativu chystaly přijmout v dohledné době.

## Stejnopohlavní svazky

### Registrované partnerství
Až do roku 2005 nedávala stejnopohlavním svazkům Velká Británie žádný právní status. Po přijetí zákona o registrovaném partnerství 18. listopadu 2004 získaly homosexuální páry většinu práv a povinností vyplývajících z občanského sňatku, nikoliv všechny. Osoby žijící v registrovaném partnerství mají problémy s uznáním v jiných zemích a nejsou oprávněny k užívání ctnostných titulů. Obřad registrovaného partnerství se může konat ve Spojeném království za všech okolností a za určitých okolností před Bohem v Anglii a Walesu od r. 2011 (otázka náboženství je diskutabilní). Církevní obřad nesmí obsahovat náboženské texty, hudbu a symboly. Cizoložství a nezájem o partnerský život nejsou považovány za důvod pro rozvod partnerství.
První ceremoniál registrovaného partnerství se konal v 11.00 hod. 5. prosince 2005 mezi Matthewem Rochem a Christopherem Crampem v Hospicu Svatého Barnabáše ve Worthingu, Západním Sussexu. Obvyklá 14dní denní čekací lhůta byla zrušená z důvodu Rochovy smrtelné nemoci. Zemřel ihned následující den. První obřad registrovaného partnerství v Severním Irsku proběhl 19. prosince po oficiální čekací lhůtě. Následující den se konal další ve Skotsku a ihned další den poté v Anglii a Walesu.

### Stejnopohlavní manželství

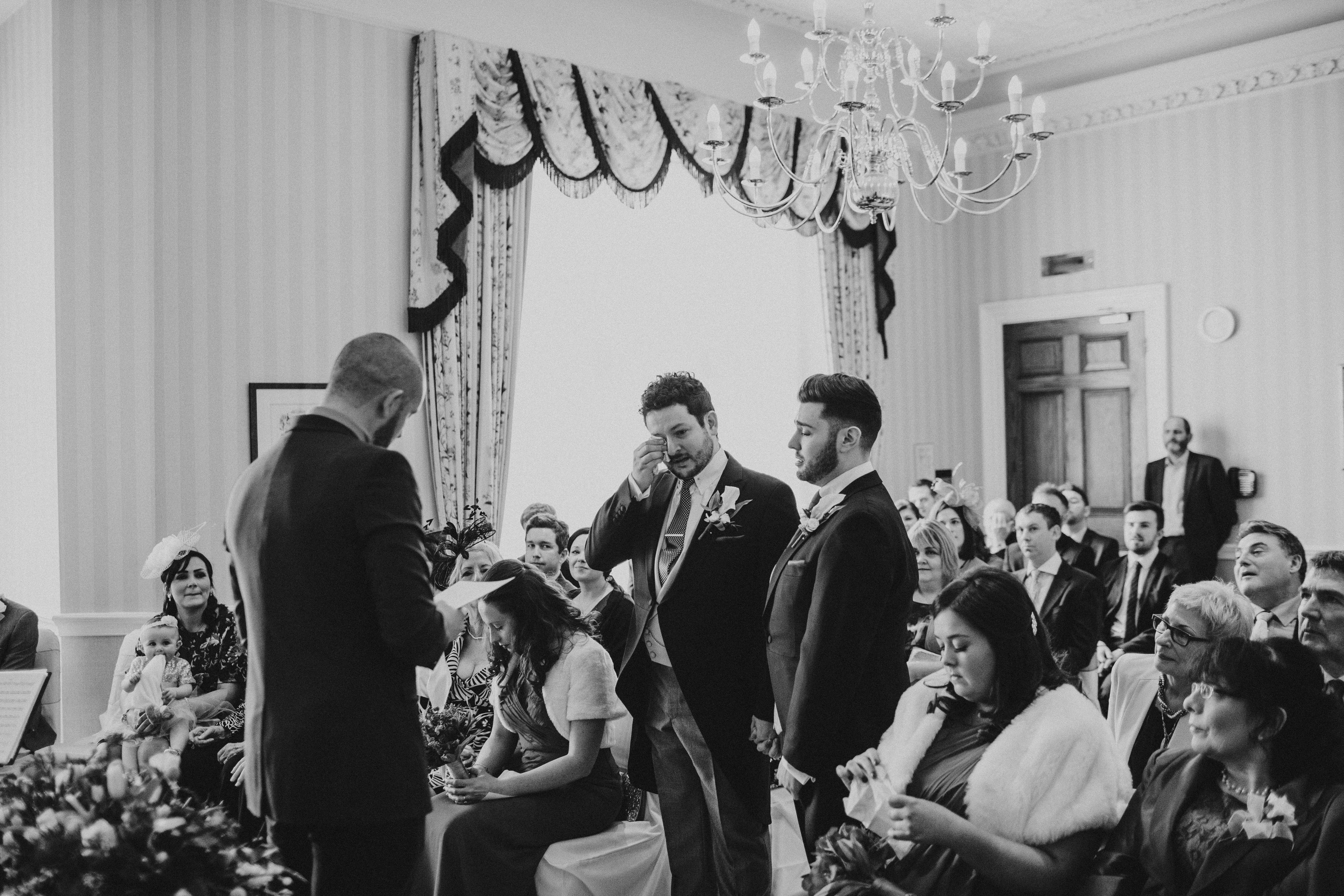
Gay svatba ve Spojeném kárlovství

Legalizace sňatků osob stejného pohlaví ve Spojeném království byla součástí rozsáhlých diskusí od dekriminalizace homosexuality ve Velké Británii. Dřívější legislativa Anglie a Walesu obsahovala dodatek o nepřípustnosti manželství dvou osob stejného pohlaví na základě Manželského zákona z r. 1949, který definoval manželství jako svazek muže a ženy, dále Zákon o neplatnosti manželství z r. 1971, který explicitně zakazoval stejnopohlavní manželství, a Zákon o záležitostech manželství z r. 1973, který potvrzoval ustanovení Zákona o neplatnosti manželství.
Ačkoli je registrované partnerství platné celonárodně, manželský zákon je přenesen k individiálnímu posouzení a následnému legislativnímu procesu jednotlivých jurisdikcí. Manželský zákon z r. 2013, který umožňuje párům stejného pohlaví uzavírat sňatek v Anglii a Walesu, přijal britský parlament v červenci 2013. Účinným se stal 13. března 2014 a první obřad stejnopohlavního manželství se konal 29. června 2014. Zákon legalizující stejnopohlavní manželství ve Skotsku přijal skotský parlament v únoru 2014 a nabyl účinnosti 16. prosince 2014.
Stejnopohlavní manželství ve Spojeném království garantuje homosexuálním párům stejná práva a povinnosti jako mají heterosexuální civilní manželství a může být uzavíráno za určitých okolností i před orgány církve. Týká se to zejména otázek náboženství, ve kterém se zohledňuje přístup různých orgánů církve. Žádné orgány církve, ani náboženské obce nejsou povinné oddávat homosexuální páry před Bohem. Anglikánská církev a Velšská církev mají vykonávání takových obřadů explicitně zakázáno. V záležitostech rozvodu považuje anglosaské právo za nevěru pouze pohlavní styk mezi mužem a ženou. Nicméně i pohlavní styk s osobou stejného pohlaví lze ve věcech rozvodu chápat jako "nepřiměřené chování". Nezájem o intimní život lze rovněž považovat za důvod k rozvodu stejnopohlavního manželství.
V Severním Irsku není stejnopohlavní manželství uznáváno a ani jej tam nelze uzavírat po několika zamítnutích v severoirském Národním shromáždění. Stejnopohlavní manželství uzavřené ve Velké Británii, či jinde ve světě, uznávají zdejší zákony jako registrované partnerství. K odmítavému postoji zdejších zákonodárců k přijetí manželského zákona a k zákonu uznávajícího manželství uzavřeného v jiných částech království jako registrované partnerství se severoirské LGBT organizace vyjádřily tak, že se pokusí své právo na sňatek prosadit soudní cestou. V lednu 2015 podal homosexuální pár, který uzavřel sňatek v Anglii a přesídlil do Severního Irska, žalobu na uznání jejich právního statusu v tamních zákonech. 5. listopadu 2015 jednal severoirský parlament o otázce stejnopohlavního manželství popáté. Hlasovalo 105 členů MLA, z nich 53 pro a 51 proti uznání stejnopohlavního manželství. Poprvé se podařilo získat těsnou většinu podporující stejnopohlavní manželství. Záležitost se však znovu setkala s odporem ze strany DUP, která přijetí nové legislativy zabránila.
V roce 2020 byl přijat zákon v Severním Irsku, který umožňuje stejnopohlavním párům vstupovat do manželství.

## Adopce a plánování rodiny
Zákon o adopci a dětech přijatý v r. 2002 britským parlamentem připouštěl osvojování dětí v Anglii a Walesu jednotlivci anebo páry. Předchozí ustanovení, že pár musí být sezdán, bylo zrušeno, čímž se legalizovala možnost osvojení dětí stejnopohlavním párem. Lordi ještě při jedné příležitosti návrh před přijetím zamítli. Příznivci nového zákona poukazovali na fakt, že adopce není součástí "gay práv", nýbrž práv dětí na možnost vyrůstat ve stabilním rodinném prostředí, než v ústavní péči. Odpůrci se zase obávali vhodnosti nesezdaných párů pro výchovu dětí s poukazem na riziko nestability takového prostředí. Nicméně zákon prošel úspěšně celým legislativním procesem až 30. prosince 2005. Skotsko přijalo podobnou legislativu o něco později. Účinnosti nabyla k 28. září 2009.
Zákon o embryích a umělém oplodnění z r. 2008  získal královský souhlas 13. listopadu 2008. Zákon garantuje lesbickým párům a jejich rodičům, sezdaným i nesezdaným, rovný přístup k právní domněnce rodičovství družky nebo partnerky oplodněné ženy. Dítě počaté z umělého oplodnění pak má v rodném listě dvě ženy, které v něm vystupují pod klasickým názvem "rodič", a které mají vůči němu také rodičovská práva a povinnosti. Zákon je účinný od 6. dubna 2009 bez retroaktivity (nelze jej aplikovat na období před tímto datem). Od 6. dubna 2010 se obdobný přístup aplikuje pro gay páry a jejich rodiče, kteří využívají možnosti surogátního mateřství.
Od 31. srpna 2009 je účinná legislativa, která nejen garantuje lesbickým párům žijícím v Anglii a Walesu rovná rodičovská práva, ale také novelizuje Zákon o evidenci narození a úmrtí z r. 1987. Legislativa je obecně chápána jako kontroverzní a mnozí její odpůrci poukazují na boření tradičního rodinného modelu.  Předsedkyně oddělení pro politiku a výzkum při organizaci Stonewall velmi vynachválila novou legislativu, která podle ní usnadňuje lesbickým rodinám běžný život. Ve svém prohlášení řekla, že: "Od teď konečně mohou všechny lesbické páry, které zakládají rodinu požívat rovných práv, což je ještě více podpoří ve výchově nových daňových poplatníků.
Lord William Brett a ministr vnitra novou legislativu taktéž podpořil ve svých komentářích:
| „ | Díky této pozitivní změně poprvé získají ženské páry, které mají děti z asistované reprodukce stejná práva jako jejich heterosexuální protipóly, mluvíme-li o rodičovství v rodných listech. Je potěšující, že se v poslední době čím dál více podporuje rovnost ve společnosti, zejména v záležitostech rodiny. Tato změna je jedním z významných kroků. | “ |

Iain Duncan Smith, odpůrce změny, prohlásil, že: "Absence otce bude mít diamterální vliv na utváření psychiky dítěte."

## Vojenská služba
LGB osoby smějí sloužit otevřeně v řadách Ozbrojených sil Jejího veličenstva od r. 2000. Diskriminace na základě sexuální orientace je v armádě zakázaná od r. 2010. Je taktéž zakázáno nutit LGBT vojáky k vyoutování. Veškerý vojenský personál podléhá stejným předpisům proti netoleranci, šikaně a sexuálnímu obtěžování bez ohledu na genderovou identitu nebo sexuální orientaci. Britská armáda taktéž uznává registrované partnerství a garantuje homosexuálním párům stejná práva a benefity jako heterosexuálním párům.
Britská armáda aktivně rekrutuje LGBT menšinu a dokonce i svůj náborový proces rozšiřuje i na festivaly hrdosti: Royal Navy zveřejňuje své inzeráty i v gay magazínech a od r. 2006 umožňuje homosexuálním námořníkům uzavírat registrované partnerství i na palubě lodí, nosit námořní uniformu na pochodech hrdosti; Britská armáda a Královské letectvo umožňuje personálu pochodovat, ale nošení uniformy mají povoleno až od r. 2008, tudíž je současně všem vojenským zaměstnancům umožněno zúčastňovat se pochodů v uniformách.

## Práva translidí
V prosinci 2002 publikoval Úřad lorda kancléře dokument vládní politiky týkající se translidí, který veřejně potvrdil, že transsexualita není mentální poruchou.
Od 4. dubna mohou translidé podle ustanovení zákona o změně pohlaví (Gender Recognition Act) 2004. Ten jim garantuje možnost změny pohlaví v úředních dokumentech, jakož i vystavení nového rodného listu, díky čemuž jsou schopni zcela normálně fungovat ve svém novém pohlaví. Před procesem změny pohlaví musí transčlověk předstoupit před Gender Recognition Panel, což je orgán veřejné moci, v jehož kompetenci je posoudit jeho případ a vystavit Certifikát o změně pohlaví (Gender Recognition Certificate; GRC). Dva roky před obdržením GRC však už musí změna probíhat. Ačkoliv není chirurgický zákrok povinný, je považován z hlediska veřejného zdravotního pojištění za nedílnou součást celého procesu změny pohlaví. Státní i soukromé zdravotní pojišťovny mají však právo se samy rozhodnout, zda lékařský výkon proplatí, či nikoliv.
S procesem změny pohlaví však přichází otázka trvajícího manželství či registrovaného partnerství. Podle zákona o změna pohlaví (Gender Recognition Act 2004) se musí translidé žijící v manželství před obdržením GRC rozvést. Na tomto požadavku vláda nekompromisně trvala z důvodu obav z nepřímé legalizace malého množství stejnopohlavních manželství. Registrované partnerství je trvalým svazkem dvou osob stejného pohlaví, ale manželské páry zahrnující translidi nemohou takto jednostranně svůj stav změnit. Musí nejprve rozvést své manželství a teprve až po získání statusu nového pohlaví uzavřít registrované partnerství. Jedná se o rozvod jako každý jiný spolu s administrativními poplatky a soudním řízení.
Legalizace sňatků osob stejného pohlaví v Anglii a Walesu tuto povinnost odstranila a umožnila lidem měnícím své pohlaví a žijícím v manželství v něm zůstávat, přejí-li si to tak obě strany. V případě registrovaného partnerství zůstává povinnost jeho rozvodu, neprobíhá-li změna pohlaví u obou partnerů, neboť registrované partnerství je svazkem dvou osob stejného pohlaví, nikoli různého. Legalizace stejnopohlavního manželství neobnovuje rozvedená manželství translidí, kteří byli k tomuto procesu donuceni v rámci požadavků pro obdržení GRC. Aby jej však obdrželi a manželství jim zůstalo zachováno, musí dát druhý z manželů souhlas. Pokud tak druhý manžel neučiní, musí být manželství ještě před vydáním GRC rozvedené.

## Ochrana před diskriminací
Určitá ochrana práv jiných genderových identit existuje již od r. 1999. Diskriminace jiných sexuálních orientací na pracovišti je zakázána od 1. prosince 2003 po přijetí směrnic o všeobecně rovném zacházení v zaměstnání a povolání v r. 2000, jejichž součástí byl také zákaz diskriminace jiných sexuálních orientací v pracovněprávních vztazích.
30. dubna 2007 vešel v účinnost Zákon o rovných právech prakticky kopírující severoirský model z r. 2006. Ten zakazuje diskriminaci jiných sexuálních orientací v přístupu ke zboží a službám. Podobná legislativa byla již předtím platná a trestala diskriminaci na základě pohlaví, rasy, duševního či tělesného postižení nebo rodinného stavu. Přijetí tohoto zákona bylo považováno za kontroverzní a stalo se předmětem sporů mezi vládou a římskokatolickou církví Anglie a Walesu kvůli výjimkám pro katolické adopční agentury.
Birminghamský arcibiskup Vincent Nichols deklaroval svůj odpor novému zákonu z důvodu jeho nekompatibility s morálními hodnotami katolické církve. Několik katolických adopčních agentur požadovalo výjimku ze zákona. Adopční charita Catholic Care obdržela 17. března 2010 rozhodnutí o přezkumu jejího případu. The Charity Commission again found no grounds to make an exception for Catholic Care, a decision upheld on appeal. V srpnu 2011 bylo rozhodnuto o čtvrtém odvolání. V listopadu 2012 bylo odvolání soudním tribunálem zamítnuto a rozsudek soudu nižší instance potvrzen.
V říjnu 2007 oznámila vláda svůj záměr znovelizovat Trestní a Imigrační zákon a vytvořit nový trestný čin ponděcování k nenávisti na základě sexuální orientace. Tomuto kroku předcházela existence trestného činu náboženské nenávisti, která se později v r. 2006 ukázala jako spíše kontraproduktivní. Podněcování k nenávisti vůči jiným sexuálním orientacím bylo tou dobou již kriminalizované v Severním Irsku.
Zákon o rovnosti (2010) získal královský podpis 8. dubna 2010. Primárním účelem tohoto zákona byla kodifikace několika sporných zákonů a předpisů vzniklých na základě anti-diskriminačního zákona: Zákon o rovném odměňování (1970), Zákon o pohlavní diskriminaci (1975), Zákon o mezirasových vztazích (1976), Zákona o diskriminaci tělesně postižených (1995) a tři hlavní prováděcí předpisy chránící před diskriminací v zaměstnání na základě náboženského přesvědčení, sexuální orientace, a věku. Nově přijatá legislativa měla dost podobné cíle jako americký Zákon o občanských právech (1964) a čtyři základní směrnice EU o rovném zacházení, jejichž obsah prakticky zkopírovala a následně implementovala. Požadovala rovné zacházení v pracovněprávních vztazích, jakož i soukromých a veřejných službách, bez ohledu na pohlaví, rasu, tělesné postižení, sexuální orientaci, transgender status, náboženské přesvědčení a věk. Zákon také znovelizoval přijatý Zákon o manželství a registrovaném partnerství (2005) a umožnil homosexuálním párům vstupujícím do partnerství v Anglii a Walesu mít obřad v náboženských institucích. It also extended trans rights, banning discrimination by schools on the grounds of gender reassignment
Kromě toho byla také 1. října 2007 založená Komise pro rovnost a lidská práva, která se měla zabývat kontrolou rovného zacházení ve všech oblastech, a která nahradila předešlé komise zabývající se pouze diskriminací jiného pohlaví, ras a tělesně postiřených. Dále také vznikla Poradenská skupina pro sexuální orientace a genderové identity v rámci Ministerstva zdravotnictví. Novelizovaný Zákon o trestní justici (2003) zavazoval soudnictví považovat homofobní trestné činy jako přitěžující okolnost vedoucí ke zpřísnění uloženého trestního opatření. and a commitment from the Government to work for LGBT rights at an international level.

### Článek 28
Konzervativní vláda Margaret Thatcherové v 80. letech znamenala pro LGBT hnutí regresi. Dostupnost školních knihoven podléhala londýnskému Úřadu pro vzdělávání (Inner London Education Authority). Literatura s obsahem podporujícím homosexualitu vedla k masovým protestům a kampaní za určitá opatření. Následně v r. 1988 došlo k novelizaci Zákona o místní správě (Local Government Act) zakazující "záměrnou podporu homosexuality" v místní správě a na státních školách, kde bylo také zakázáno učit děti a mládež o přijatelnosti homosexuality jako domnělých rodinných vztahů. Tato legislativa je všeobecně známá pod názvem Článek 28, který novelizoval sekci 2A předchozího Zákona o místní správě (1986). Změny struktur místní správy od tohoto data vedly k určitým zmatkům ohledně toho, kdy a jak nový zákon aplikovat, včetně otázky, zda se týká opravdu všech státních škol.
Článek 28 (ve Skotsku známý jako Sekce 2A) zrušil skotský parlament do prvních dvou let své existence s odvoláním se na etický kodex veřejného života. Pokus o jeho zrušení v Anglii a Walesu zdržel odpor ve Sněmovně lordů připisovaný zejména baronce Youngové. Po její smrti v r. 2002 byl Článek 28 definitivně zrušen labouristickou vládou Tonyho Blaira. Nový Zákon o místní správě nabyl účinnosti 18. listopadu 2003. Během své existence nebyly zaznamenány žádné pokusy o jeho uplatňování, ačkoli veškeré stížnosti na něj Sněmovna lordů nevyslyšela. V červnu 2009 se nový předseda Konzervativců David Cameron, oficiálně omluvil za tehdejší politiku své strany, kterou označil za nesprávnou a nepřátelskou vůči homosexuálům.

## Hnutí za práva LGBT

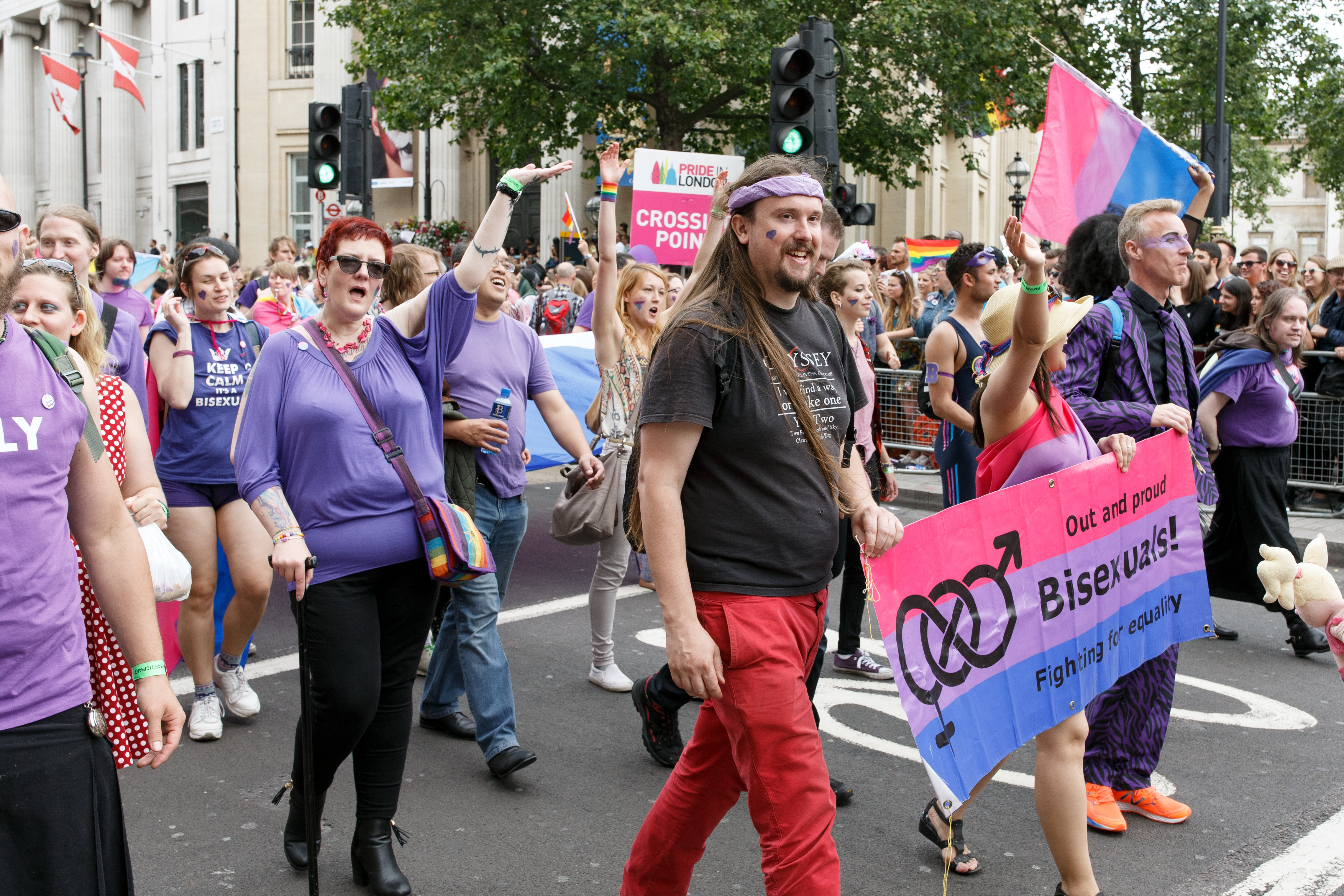
Bisexuálové na londýnském pochodu hrdosti v roce 2016.

Společnost za reformu homosexuálních zákonů, založená 12. května 1958, v reakci na závěry Wolfendenovy zprávy, byla tato společnost jednou z prvních organizací na podporu LGBT práv ve Velké Británii. Současně je největší britskou i evropskou organizací za rovná práva LGBT Stonewall.
LGBT osoby slouží otevřeně v politice od 70. let minulého století. První otevřeně lesbickou členkou parlamentu byla Maureen Colquhounová za Labouristy v letech 1974-79, která se vyoutovala v r. 1976. LGBT lidé mohou rovněž otevřeně sloužit u policie. Od r. 1990 dokonce mají své vlastní sdružení Asociace gay a lesbických policistů, nyní Asociace gay policistů.
Ve větších městech se také soustřeďují početné LGBT komunity: Birmingham (Birmingham Gay Village), Blackpool, Brighton (LGBT komunita v Brightonu a Hovu), Liverpool (LGBT kultura v Liverpoolu), Londýn (Old Compton Street) a Manchesteru (Canal Street). Všechna tato města rovněž hostí každoroční festivaly hrdosti sexuálních menšin.
Rok co rok se ve Velké Británii pořádá mnoho festivalů hrdosti. První pochody gay hrdosti se konaly v r. 1970 v Londýně následované debutem britského Gay Pride Rally v r. 1972. Pride London je největším a nejstarším festivalem a pořádá se od té doby každý rok. Ve velkých městech se festivaly řadí mezi populární letní atrakce a v posledních letech expandují i do menších komunit.

## Role Evropské unie
Juris Lavrikovs z ILGA-Europe vyhodnotil Velkou Británii v rámci sledovaných členských zemí EU z hlediska prosazování práv LGBT velmi pozitivně, zejména v oblasti dekriminalizace konsensuální stejnopohlavní sexuální aktivity, boje s diskriminací translidí v zaměstnání, sjednocení věku způsobilosti, umožnění LGB lidem sloužit otevřeně v armádě, umožnění translidem uzavírat sňatek, rovnost na trhu práce a zpřístupnění rovných důchodových práv translidem.

## Veřejné mínění
Ilustrace sociálních postojů Britů k homosexualitě byla provedená v květnu 2007 výzkumnou organizací YouGov. Týkala se rušení legislativy diskriminující jiné sexuální orientace. Podle výsledků ji podporuje 90 % Britů. Výsledky taktéž ukazují vysokou podporu sexuálních menšin obecně, ačkoli přiznávají určitou míru stále přetrvávajících předsudků. V červnu 2009 byla The Times poskytnutá statistika Populus, která ukázala většinovou podporu stejnopohlavnímu manželství. 61 % respondentů odpovědělo, že by homosexuální páry měly mít právo uzavřít rovný sňatek, nikoli pouhé registrované partnerství. Rozdíly napříč politickými či jinými přesvědčeními byly nepatrné.

## Kontroverze ohledně léčení homosexuality
Peel, Clarke a Drescher napsali ve své zprávě r. 2007, že jedinou známou britskou organizací, jíž lze identikovat jako léčící homosexualitu, je náboženský spolek The Freedom Trust , člen Exodus International: "na rozdíl od ostatních britských organizací, náboženských i vědecko-psychologických, které pouze podporují proces změny sexuální orientace, ji tato dokonce praktikuje". Ve zprávě jasně stojí, že lékařská veřejnost, která tyto procedury v 50. a 70. letech praktikovala, již na homosexualitu nepohlíží jako na nemoc, či duševní poruchu, a že veškeré pokusy o 'změnu sexuální orientace' by měli být brány už pouze jako historický, nikoli současný fenomén. Na rozdíl od Spojených států nebyla ve Velké Británii terapie homosexuality tak častým jevem.
V r. 2007 Royal College of Psychiatrists, hlavní profesní organizace psychiatrů v Británii, zveřejnila svůj oficiální postoj k problematice: "Naše statistiky ukazují, že se LGB komunita obecně nebojí se svými problémy s duševním zdravím obrátit na odborníky. Mohou se však stávat předmětem nepochopení ze strany terapeutů, kteří považují jejich homosexualitu za společenský handicap mající za následek další psychiatrická onemocnění jako jsou deprese a úzkosti. Bohužel terapeuti, kteří se dají na takovou cestu, mohou být vystaveni určitému tlaku. Malá část terapeutů je odhodlána jít až tak daleko, že se pokouší o změnu sexuální orientace svých pacientů. Takové pokusy však mohou být zničující. Ačkoli existuje několik terapeutů a organizací ve Spojených státech a Velké Británii, které tvrdí, že dokáží z homosexuálů učinit heterosexuály, nelze jednoznačně potvrdit, že by taková změna byla možná."
V r. 2008 Royal College of Psychiatrists prohlásila: "The Royal College sdílí postoje Americké asociace psychiatrů a Americké asociace psychologů, že praktiky organizací jako je například Národní asociace pro výzkum a terapii homosexuality (NARTH) ve Spojených státech se pohybují na hraně pseudovědy. Nebyl dosud zaznamenán žádný vědecky potvrzený případ změny sexuální orientace. Mimo jiné veškeré takzvané procedury terapie homosexuality doporučované NARTH jenom uměle vytvářejí a podporují rozkvět diskriminace a předsudků.
V r. 2009 statistický průzkum psychiatrické veřejnosti ve Velké Británii potvrdil, že existuje značná menšina odborníků na duševní zdraví, kteří se pokoušejí pomoci svým homosexuálním a bisexuálním klientům změnit sexuální orientaci na heterosexuální. Vzhledem k nedostatkům důkazů o účinnosti těchto praktik je lze prohlásit za nerozumné, ba dokonce škodlivé. Scientific American na to zareagoval následovně: "Jeden z 25 britských psychiatrů a psychologů říká, že se bude i nadále snažit pomáhat svým homosexuálním a bisexuálním pacientům stát se heterosexuály navzdory faktu, že nejsou evidovány žádné případy, kdy by se něco takového podařilo." Dále popsal, že 17 % z nich říká, že se pokouší pouze o redukci, případně úplné potlačení, homosexuálního cítění, a že 4 % věří, že se jim v budoucnu povede učinit z homosexuálů heterosexuály.
Terapie homosexuality zůstává ve Velké Británii stále legální. BBC ji popisuje jako kontroverzní součást velké kulturní války.

## Souhrnný přehled podle jurisdikcí a teritorií
| LGBT práva v:  | Legální stejnopohlavní styk                                                         | Změna pohlaví                    | Stejnopohlavní soužití              | Stejnopohlavní manželství | Homoparentální osvojení | Vojenská služba | Anti-diskriminační zákony(sexuální orientace)                                                          | Anti-diskriminační zákony (genderová identita) | Jiné                                                                                              |
| -------------- | ----------------------------------------------------------------------------------- | -------------------------------- | ----------------------------------- | ------------------------- | ----------------------- | --------------- | --- | ---------------------------------------------- | ------------------------------------------------------------------------------------------------- |
| Anglie a Wales | Legální od r. 1967, legální věk způsobilosti k pohlavnímu styku sjednocen v r. 2001 | Zákon o změně pohlaví od r. 2004 | Registrované partnerství od r. 2005 | Legální od r. 2014        | Legální od r. 2005      | 2000            | Zakazuje veškerou anti-gay diskriminaci                                                                |                                                | Článek 28 zakazující "podporu homosexuálních vztahů coby rovnocenných s rodinou" zrušen v r. 2003 |
| Skotsko        | Legální od r. 1980, legální věk způsobilosti k pohlavnímu styku sjednocen v r. 2001 | Zákon o změně pohlaví z r. 2004  | Registrované partnerství od r. 2005 | Legální od r. 2014        | Legální od r. 2009      | 2009            | / Částečné zakazuje anti-gay diskriminaci, ale respektuje právo náboženských skupin na svobodu projevu |                                                | Sekce 2A zakazující "podporu homosexuálních vztahů coby rovnocenných s rodinou" zrušen v r. 2000  |
| Severní Irsko  | Legální od r. 1982, legální věk způsobilosti k pohlavnímu styku sjednocen v r. 2009 | Zákon o změně pohlaví z r. 2004  | Registrované partnerství od r. 2005 | (Legální od r. 2020 )     | 2013                    | 2000            | Zakazuje veškerou                                                                                      |                                                | N/A                                                                                               |

### Korunní závislá území
| LGBT práva v: | Legální stejnopohlavní styk                                                         | Stejnopohlavní soužití              | Stejnopohlavní manželství | Homoparentální osvojení | Smějí homosexuálové otevřeně sloužit v armádě? | Anti-diskriminační zákony (sexuální orientace) | Změna pohlaví |
| ------------- | ----------------------------------------------------------------------------------- | ----------------------------------- | ------------------------- | ----------------------- | ---------------------------------------------- | ---------------------------------------------- | --- |
| Guernsey      | Legální od r. 1983, legální věk způsobilosti k pohlavnímu styku sjednocen v r. 2012 | Od r. 2017                          | Od r. 2017                | Legální od r. 2016      | Za obranu odpovídá Spojené království          | / Částečně zakazuje anti-gay diskriminaci      | Anti-diskriminační zákony o r. 2004. Změna pohlaví možná od r. 2007 pouze podle precedenčního práva. Umožňuje vydání nového rodného listu. Ke změně nebo odstranění v evidenci obyvatel nedochází. |
| Isle of Man   | Legální od r. 1992                                                                  | Registrované partnerství od r. 2011 | Legální od r. 2016        | Legální od r. 2011      | Za obranu odpovídá Spojené království          | / Částečně zakazuje anti-gay diskriminaci      | Yes |
| Jersey        | Legální od r. 1990                                                                  | Registrované partnerství od r. 2012 | (Navrženo)                | Legální od r. 2012      | Za obranu odpovídá Spojené království          | Zakazuje veškerou anti-gay diskriminaci        | Zákon o změně pohlaví (2010) |

### Zámořská území
| LGBT práva v:                              | Legální stejnopohlavní styk                                              | Stejnopohlavní soužití                                                     | Stejnopohlavní manželství                                                  | Homoparentální osvojení | Smějí homosexuálové otevřeně sloužit v armádě? | Anti-diskriminační zákony (sexuální orientace)                                                | Změna pohlaví |
| ------------------------------------------ | ------------------------------------------------------------------------ | -------------------------------------------------------------------------- | -------------------------------------------------------------------------- | ----------------------- | ---------------------------------------------- | --------------------------------------------------------------------------------------------- | ------------- |
| Anguilla                                   | Legální od r. 2000                                                       | No                                                                         | No                                                                         | No                      | Za obranu odpovídá Spojené království          | No                                                                                            | No            |
| Akrotiri a Dekelia                         | Legální od r. 2000                                                       | Yes                                                                        | Legální od r. 2014                                                         |                         | Za obranu odpovídá Spojené království          | Zakazuje veškerou anti-gay diskriminaci,                                                      |               |
| Bermudy                                    | Legální od r. 1994 (Legální věk způsobilosti k pohlavnímu styku nejasný) | (Navrženo)                                                                 | No                                                                         | Od r. 2015              | Za obranu odpovídá Spojené království          | Zakazuje veškerou anti-gay diskriminaci                                                       | No            |
| Britské antarktické teritorium             | Legální                                                                  | Yes                                                                        | Od r. 2016                                                                 | No                      | Za obranu odpovídá Spojené království          |                                                                                               |               |
| Britské Panenské ostrovy                   | Legální od r. 2000                                                       | No                                                                         | No                                                                         | No                      | Za obranu odpovídá Spojené království          | Ústava zakazuje veškerou anti-gay diskriminaci                                                | No            |
| Kajmanské ostrovy                          | Legální od r. 2000 (Legální věk způsobilosti k pohlavnímu styku nejasný) | No                                                                         | (Ústavní zákaz od r. 2009)                                                 | No                      | Za obranu odpovídá Spojené království          | No                                                                                            | No            |
| Falklandy                                  | Legální od r. 1989                                                       | (Navrženo)                                                                 | (Navrženo)                                                                 | (Navrženo)              | Za obranu odpovídá Spojené království          | Ústava zakazuje veškerou anti-gay diskriminaci                                                | No            |
| Gibraltar                                  | Legální od r. 1993                                                       | Registrované partnerství od r. 2014                                        | Legální od r. 2016 (čeká na královský souhlas)                             | Legální od r. 2014      | Za obranu odpovídá Spojené království          | / Částečně zakazuje anti-gay diskriminaci (Úplný zákaz veškeré anti-gay diskriminace navržen) | (Navrženo)    |
| Montserrat                                 | Legální od r. 2000                                                       | No                                                                         | (Ústavní zákaz od r. 2010)                                                 | No                      | Za obranu odpovídá Spojené království          | Ústava zakazuje veškerou anti-gay diskriminaci                                                | No            |
| Pitcairnovy ostrovy                        | Legální od r. 2001                                                       | Yes                                                                        | Legální od r. 2015                                                         | Od r.2015               | Za obranu odpovídá Spojené království          | Ústava zakazuje veškerou anti-gay diskriminaci                                                |               |
| Svatá Helena, Ascension a Tristan da Cunha | Legální od r. 2001                                                       | / Legální pouze na ostrově Ascension od r. 2016 (na Svaté Heleně navrženo) | / Legální pouze na ostrově Ascension od r. 2016 (na Svaté Heleně navrženo) |                         | Za obranu odpovídá Spojené království          | Ústava zakazuje veškerou anti-gay diskriminaci                                                | Od r. 2013    |
| Turks a Caicos Islands                     | Legální od r. 2000                                                       | No                                                                         | (Ústavní zákaz od r. 2011)                                                 | No                      | Za obranu odpovídá Spojené království          | Ústava zakazuje veškerou anti-gay diskriminaci                                                | No            |

## Souhrnný přehled
Upozornění: Pokud není specifikována jurisdikce, myslí se celé území Spojeného království, vyjma zámořských území a korunních závislých území
| Právo | Ano/Ne                      | Poznámka |
| Legální stejnopohlavní styk | Legální stejnopohlavní styk | Legální stejnopohlavní styk |
| --- | --------------------------- | --- |
| Stejnopohlavní sexuální styk legální | Yes                         | Legální od r. 1967 v Anglii a Walesu, od r. 1980 ve Skotsku a od r. 1982 v Severním Irsku |
| Homosexualita není považována za nemoc | Yes                         | 1968 |
| Sjednocený legální věk způsobilosti k pohlavnímu styku | Yes                         | Od r. 2001 v Anglii a Walesu a ve Skotsku a od r. 2009 v Severním Irsku |
| Stejnopohlavní svazky |                             | |
| Registrované partnerství pro páry stejného pohlaví | Yes                         | 2005 |
| Registrované partnerství ve věcech náboženských | /                           | Od r. 2011 v Anglii a Walesu, od r. 2014 ve Skotsku , v Severním Irsku stále nevyřešeno |
| Občanské a církevní stejnopohlavní sňatky | /                           | Od r. 2014 v Anglii a Walesu , od r. 2014 ve Skotsku , v Severním Irsku dosud neuzákoněno |
| Adopce a plánování rodiny |                             | |
| Společné osvojení a možnostp přiosvojení nevlastního dítěte pro stejnopohlavní páry                                                                                      | Yes                         | Od r. 2005 v Anglii a Walesu , od r. 2009 ve Skotsku a od r. 2013 v Severním Irsku |
| Rovný přístup k asistované reprodukci pro všechny páry a jednotlivce | Yes                         | 2009 |
| Právní domněnka rodičovství stejnopohlavního partnera nebo manžela rodiče                                                                                                | Yes                         | 2009 |
| Rovný přístup k surogátnímu mateřství pro všechny páry a jednotlivce | Yes                         | 2010 |
| Vojenská služba |                             | |
| LGBT osoby smějí otevřeně sloužit v armádě | Yes                         | 2000 |
| Práva translidí |                             | |
| Transsexualita není považována za nemoc | Yes                         | 2002 |
| Možnost změny pohlaví | Yes                         | 2005 |
| Právo na změnu pohlaví bez nutnosti rozvodu manželství | /                           | Od r. 2014 v Anglii a Walesu, od r. 2014 ve Skotsku , v Severním Irsku dosud neumožněné |
| Ochrana před diskriminací |                             | |
| Zákony proti homofobním projevům nenávisti | /                           | Od r. 2008 v Anglii a Walesu, Skotsko a Severní Irsko dosud nepřijaly žádné zákony |
| Zákony proti transfobním projevům nenávisti | /                           | Od r. 2009 ve Skotsku, Severní Irsko a Anglie a Wales dosud nepřijaly žádné zákony |
| Zákony proti homofobním zločinům z nenávisti (motivace skutečnou či domnělou sexuální orientací oběti je brána jako přitěžující okolnost)                                | Yes                         | Od r. 2004 v Severním Irsku , od r. 2008 v Anglii a Walesu a od r. 2010 ve Skotsku |
| Zákony proti transfobním zločinům z nenávisti (motivace skutečnou či domnělou genderovou identitou oběti je brána jako přitěžující okolnost)                             | /                           | Od r. 2010 (Anglie a Wales, Skotsko (uznává se i status neurčitého pohlaví)) , Severní Irsko dosud nepřijalo žádné zákony |
| Anti-diskriminační zákony proti veškeré diskriminaci jiných sexuálních orientací a genderových identit (včetně harašmentu, pronásledování, přímé a nepřímé diskriminaci) | Yes                         | Od r. 2010, určitá ochrana existovala již od r. 2003 pro sexuální orientace a od r. 1999 pro genderové identity |
| LGBT sexuální výchova vyučována na školách | /                           | Předměty jako jsou výchova ke zdraví, občanská a rodinná výchova, mezi jejichž průřezová témata patří otázky pohlaví a partnerských vztahů, nejsou součástí povinné výuky Školy v Anglii musejí respektovat ustanovení Zákona o rovnosti (2010) o rovném zacházení ve veřejném sektoru, jehož součástí je LGBT rovnost. Ofsted odpovídá za inkluzi LGBT osob do politiky a veřejného života |
| Muži mající sex s muži smějí darovat krev | /                           | Od r. 2011 ve Velké Británii a od r. 2016 v Severním Irsku s požadovanou 1roční zkušební lhůtou |
| Zákaz léčení homosexuality | No                          | Navržen |
| Migrační práva |                             | |
| Rovnost pro stejnopohlavní páry v imigračních zákonech | Yes                         | 2006 |
| Sexuální orientace a genderové identita uznávány v žádostech o azyl | /                           | Směrnice nejsou důsledně prosazovány , některé přípay uznávány od r. 1999, včetně případu HJ a HT vs. Home Secretary Azylové směrnice počítají pouze se sexuální orientací, nikoli genderovou identitou |

## Další literatura
- BRITTEN, Benjamin; PEARS, Peter. My Beloved Man: The Letters of Benjamin Britten Britten and Peter Pears. Redakce Stroeher Vicki P.. Woodbridge, Suffolk, UK: Boydell Press, 2016. ISBN 978-1-78327-108-5.
- Browne, Katherine, and Catherine J. Nash. "Resisting LGBT rights where 'we have won': Canada and Great Britain." Journal of Human Rights (2014) 13#3 pp: 322-336.
- Clements, Ben. "Partisan Attachments and Attitudes towards Same-Sex Marriage in Britain." Parliamentary Affairs (2014) 67#1 pp: 232-244.
- Cohler, Deborah. Citizen, Invert, Queer: Lesbianism and War in Early Twentieth-Century Britain (2010)
- Cook, Matt et al.  A Gay History of Britain: Love and Sex Between Men Since the Middle Ages (2007)
- Goldberg, Suzanne B. "Open Service and Our Allies: A Report on the Inclusion of Openly Gay and Lesbian Servicemembers in U.S. Allies' Armed Forces," William & Mary Journal of Women & Law (2011) v 17 pp 547–90 online
- Gunn, Drewey Wayne. Gay Novels of Britain, Ireland and the Commonwealth, 1881-1981: A Reader's Guide (2014)
- Robinson, Lucy. Gay Men and the Left in Post-War Britain: How the Personal Got Political (2008)